# 中国人民解放军空军天津航空装备训练基地
中国人民解放军空军天津航空装备训练基地，位于天津市，是中国人民解放军中部战区空军的航空装备技术兵训练基地。

## 简介
2012年1月春节前夕，中共天津市委书记张高丽一行来到北京军区空军天津航空装备训练基地，张高丽走进营房慰问正在该基地接受训练的战士们。
2007年，该基地采取参观见学、课堂观摩、学术研讨等形式，组织教员去一线部队、军地高校调研，以提高教员的理论水平及教学研究能力。在2013年的新兵训练工作中，该基地按照“前期抓稳定、中期抓基础、后期抓提高”的要求，协调各训练阶段、训练环节、训练科目，合理调整每日训练内容及时间，以做到“理论学习与实际操作、军事训练与政治教育、室内课与室外课穿插搭配”，从而增强训练效果。
2016年深化国防和军队改革中，该基地的上级单位北京军区空军撤销，该基地转隶中国人民解放军中部战区空军。

## 历任领导
| 司令员 …… - 董兵（？—？） | 政治委员 …… - 刘培龙（？—） |